# لیلین (آلاباما)
لیلین (به انگلیسی: Lillian) یک منطقهٔ مسکونی در ایالات متحده آمریکا است که در شهرستان بالدوین، آلاباما واقع شده‌است. لیلین ۹٫۱۴ کیلومتر مربع مساحت و ۱۱۷ نفر جمعیت دارد.